# Silvio Brivio
Silvio Brivio (Como, 6 novembre 1929 – Como, 3 novembre 2010) è stato un ginnasta italiano.

## Biografia
Rappresentò l'Italia ai Giochi olimpici estivi di Helsinki 1952, concorrendo in differenti specialità.